# Pandanus kurzii
Pandanus kurzii är en enhjärtbladig växtart som beskrevs av Elmer Drew Merrill. Pandanus kurzii ingår i släktet Pandanus och familjen Pandanaceae.
Artens utbredningsområde är Java. Inga underarter finns listade.